# Lampasso

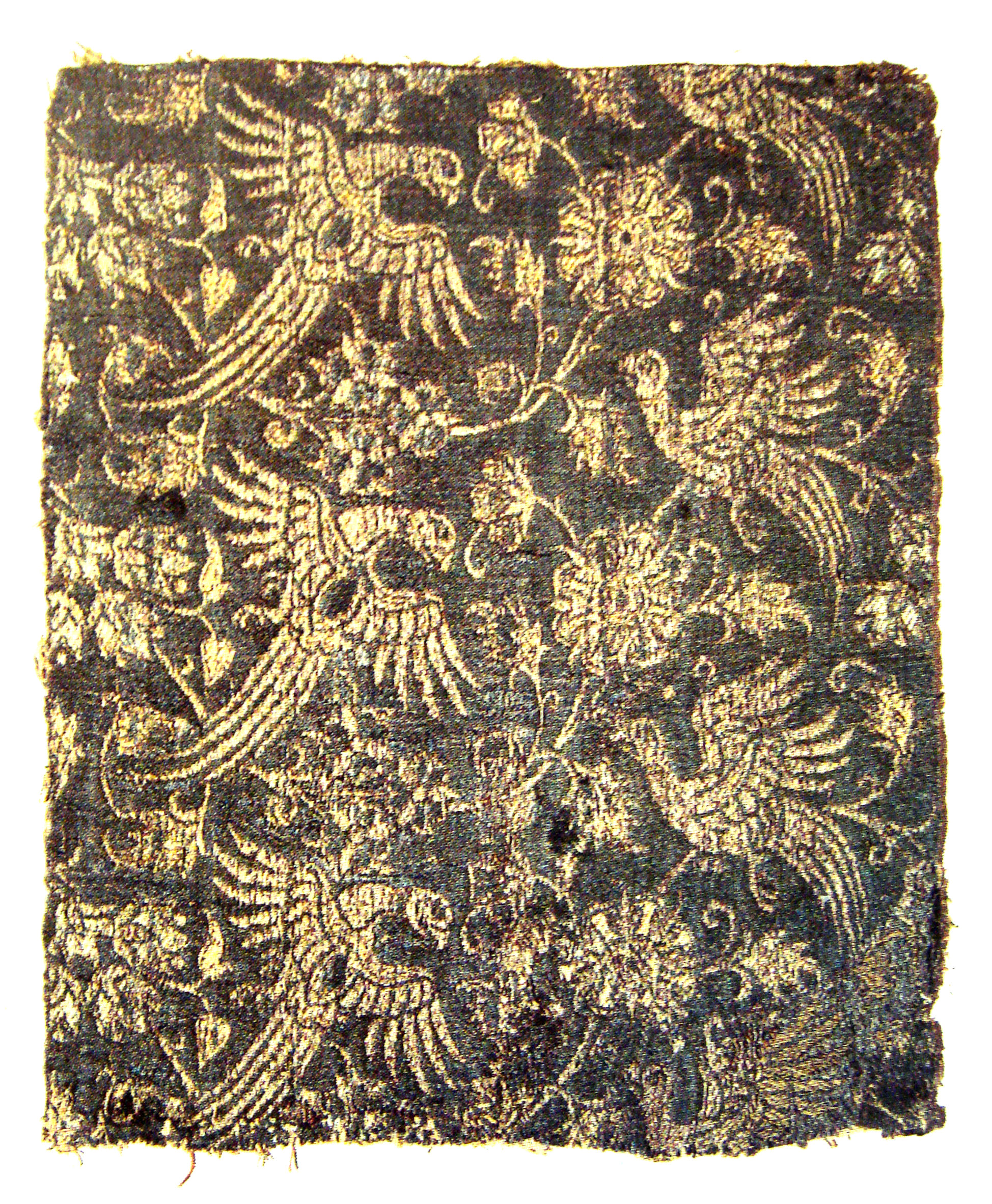
Lampasso italiano XIV secolo

Il lampasso è un tessuto operato. Dal termine francese lampas. Conosciuto fin dal X secolo ebbe grande diffusione nel XVI secolo.

## Struttura
Necessita di due orditi, uno per l'armatura di fondo, che può essere raso, tela o saia, e una di legatura che serve a fermare le trame che creano il disegno (siano esse di fondo, broccate o lanciate). Utilizzato principalmente in tappezzeria per tendaggi, copriletti, rivestimenti  o paramenti liturgici.